# Campionat d'Europa de natació de 2010
El XXXè Campionat d'Europa de natació es va celebrar del 4 al 15 d'agost de 2010 a Budapest i Balatonfüred, Hongria. Va ser la quarta vegada que la ciutat de Budapest acollia els campionats després dels anys 1926, 1958 i 2006.
Es van disputar competicions en les disciplines de natació, salts de trampolí, natació sincronitzada i natació en aigües obertes. Els tres primers esports van tenir com a seu el Complex Esportiu de Natació Hajós Alfréd-Tamás Széchy, situat a l'illa Margarita de la capital hongaresa; mentre que les competicions d'aigües lliures es van realitzar al llac Balaton, amb base a la ciutat de Balatonfüred.
La mascota del campionat fou un gos de raça puli de color blanc. El logotip representà un cor amb els costats pintats dels colors de la bandera hongaresa: roig blanc i verd.
El Campionat d'Europa de waterpolo se celebrarà per separat del 29 d'agost a l'11 de setembre a Zagreb (Croàcia).

## Programa
Les dates de competició varen ser:
- Natació: del 9 al 15 d'agost[3]
- Salts de trampolí: del 10 al 15 d'agost (exhibició el 9 d'agost)[4]
- Natació sincronitzada: del 4 al 8 d'agost[5]
- Aigües obertes: del 4 al 8 d'agost (al Llac Balaton, Balatonfüred)[6]

### Medaller
Nació seu
| Pos.  | País          | Or | Plata | Bronze | Total |
| 1     | Rússia        | 13 | 7     | 8      | 28    |
| 2     | Alemanya      | 8  | 9     | 3      | 20    |
| 3     | França        | 8  | 8     | 7      | 23    |
| 4     | Regne Unit    | 6  | 6     | 7      | 19    |
| 5     | Itàlia        | 6  | 5     | 6      | 17    |
| 6     | Hongria       | 6  | 4     | 4      | 14    |
| 7     | Suècia        | 3  | 4     | 4      | 11    |
| 8     | Ucraïna       | 3  | 2     | 4      | 9     |
| 9     | Dinamarca     | 2  | 2     | 2      | 6     |
| 10    | Espanya       | 1  | 4     | 4      | 9     |
| 11    | Països Baixos | 1  | 2     | 4      | 7     |
| 12    | Noruega       | 1  | 2     | 0      | 3     |
| 13    | Grècia        | 1  | 1     | 3      | 5     |
| 14    | Belarús       | 1  | 1     | 2      | 4     |
| 15    | Polònia       | 1  | 0     | 1      | 2     |
| 16    | Àustria       | 0  | 2     | 0      | 2     |
| 17    | Illes Fèroe   | 0  | 1     | 0      | 1     |
| 17    | Irlanda       | 0  | 1     | 0      | 1     |
| 17    | Romania       | 0  | 1     | 0      | 1     |
| 20    | Israel        | 0  | 0     | 2      | 2     |
| Total | Total         | 61 | 62    | 61     | 184   |

## Natació

### Medaller
| Pos. | País          | Or | Plata | Bronze | Total |
| 1    | França        | 8  | 7     | 6      | 21    |
| 2    | Rússia        | 7  | 4     | 1      | 12    |
| 3    | Regne Unit    | 6  | 6     | 6      | 18    |
| 4    | Hongria       | 6  | 4     | 3      | 13    |
| 5    | Suècia        | 3  | 3     | 4      | 10    |
| 6    | Alemanya      | 2  | 5     | 2      | 9     |
| 7    | Dinamarca     | 2  | 2     | 2      | 6     |
| 8    | Itàlia        | 2  | 0     | 4      | 6     |
| 9    | Noruega       | 1  | 2     | 0      | 3     |
| 10   | Belarús       | 1  | 1     | 0      | 2     |
| 11   | Espanya       | 1  | 0     | 3      | 4     |
| 12   | Polònia       | 1  | 0     | 1      | 2     |
| 13   | Països Baixos | 0  | 2     | 4      | 6     |
| 14   | Àustria       | 0  | 2     | 0      | 2     |
| 15   | Illes Fèroe   | 0  | 1     | 0      | 1     |
| 15   | Irlanda       | 0  | 1     | 0      | 1     |
| 15   | Romania       | 0  | 1     | 0      | 1     |
| 18   | Israel        | 0  | 0     | 2      | 2     |
| 19   | Grècia        | 0  | 0     | 1      | 1     |
|      | Total         | 40 | 41    | 39     | 120   |

### Resultats

#### Competicions masculines
| Event                   | Or                                                                                | Or         | Plata                                                                              | Plata    | Bronze                                                                                           | Bronze   |
| 50 m lliures            | Frédérick Bousquet · França                                                       | 21.49      | Stefan Nystrand · Suècia                                                           | 21.69    | Fabien Gilot · França                                                                            | 21.76    |
| 100 m lliures           | Alain Bernard · França                                                            | 48.49      | Yevgeny Lagunov · Rússia                                                           | 48.52    | William Meynard · França                                                                         | 48.56    |
| 200 m lliures           | Paul Biedermann · Alemanya                                                        | 1:46.06    | Nikita Lobintsev · Rússia                                                          | 1:46.51  | Sebastiaan Verschuren · Països Baixos                                                            | 1:46.91  |
| 400 m lliures           | Yannick Agnel · França                                                            | 3:46.17    | Paul Biedermann · Alemanya                                                         | 3:46.30  | Gergő Kis · Hongria                                                                              | 3:48.14  |
| 800 m lliures           | Sébastien Rouault · França                                                        | 7:48.28 CR | Christian Kubusch · Alemanya                                                       | 7:49.12  | Samuel Pizzetti · Itàlia                                                                         | 7:49.94  |
| 1500 m lliures          | Sébastien Rouault · França                                                        | 14:55.17   | Pál Joensen · Illes Fèroe                                                          | 14:56.90 | Samuel Pizzetti · Itàlia                                                                         | 14:59.76 |
|                         |                                                                                   |            |                                                                                    |          |                                                                                                  |          |
| 50 m esquena            | Camille Lacourt · França                                                          | 24.07      | Liam Tancock · Regne Unit                                                          | 24.70    | Guy Barnea · Israel                                                                              | 25.04    |
| 100 m esquena           | Camille Lacourt · França                                                          | 52.11 ER   | Jérémy Stravius · França                                                           | 53.44    | Liam Tancock · Regne Unit                                                                        | 53.86    |
| 200 m esquena           | Stanislav Donets · Rússia                                                         | 1:57.18    | Markus Rogan · Àustria                                                             | 1:57.31  | Benjamin Stasiulis · França                                                                      | 1:57.37  |
|                         |                                                                                   |            |                                                                                    |          |                                                                                                  |          |
| 50 m braça              | Fabio Scozzoli · Itàlia                                                           | 27.38      | Dragos Agache · Romania                                                            | 27.47    | Lennart Stekelenburg · Països Baixos                                                             | 27.51    |
| 100 m braça             | Alexander Dale Oen · Noruega                                                      | 59.20 CR   | Hugues Duboscq · França                                                            | 1:00.15  | Fabio Scozzoli · Itàlia                                                                          | 1:00.41  |
| 200 m braça             | Dániel Gyurta · Hongria                                                           | 2:08.95 CR | Alexander Dale Oen · Noruega                                                       | 2:09.68  | Hugues Duboscq · França                                                                          | 2:11.03  |
|                         |                                                                                   |            |                                                                                    |          |                                                                                                  |          |
| 50 m papallona          | Rafael Muñoz · Espanya                                                            | 23.17      | Frédérick Bousquet · França                                                        | 23.41    | Yevgeny Korotyshkin · Rússia                                                                     | 23.43    |
| 100 m papallona         | Yevgeny Korotyshkin · Rússia                                                      | 51.73 CR   | Joeri Verlinden · Països Baixos                                                    | 51.82    | Konrad Czerniak · Polònia                                                                        | 52.16    |
| 200 m papallona         | Paweł Korzeniowski · Polònia                                                      | 1:55.00    | Nikolai Skvortsov · Rússia                                                         | 1:56.13  | Ioannis Drymonakos · Grècia                                                                      | 1:57.10  |
|                         |                                                                                   |            |                                                                                    |          |                                                                                                  |          |
| 200 m estils individual | László Cseh · Hongria                                                             | 1:57.73 CR | Markus Rogan · Àustria                                                             | 1:58.03  | Joe Roebuck · Regne Unit                                                                         | 1:59.46  |
| 400 m estils individual | László Cseh · Hongria                                                             | 4:10.95    | Dávid Verrasztó · Hongria                                                          | 4:12.96  | Gal Nevo · Israel                                                                                | 4:15.10  |
|                         |                                                                                   |            |                                                                                    |          |                                                                                                  |          |
| 4×100 m lliures relleus | Yevgeny Lagunov · Andrei Gretxin · Nikita Lobintsev · Danila Izotov · Rússia      | 3:12.46 CR | Fabien Gilot · Yannick Agnel · William Meynard · Alain Bernard · França            | 3:13.29  | Stefan Nystrand · Lars Frölander · Robin Andreasson · Jonas Persson · Suècia                     | 3:15.07  |
| 4×200 m lliures relleus | Nikita Lobintsev · Danila Izotov · Sergey Perunin · Alexander Sukhorukov · Rússia | 7:06.71 CR | Paul Biedermann · Tim Wallburger · Robin Backhaus · Clemens Rapp · Alemanya        | 7:08.13  | Yannick Agnel · Clement Lefert · Antton Harambouré · Jérémy Stravius · França                    | 7:09.70  |
|                         |                                                                                   |            |                                                                                    |          |                                                                                                  |          |
| 4×100 m estils relleus  | Camille Lacourt · Hugues Duboscq · Frédérick Bousquet · Fabien Gilot · França     | 3:31.32 CR | Stanislav Donets · Roman Sloudnov · Yevgeny Korotyshkin · Yevgeny Lagunov · Rússia | 3:33.29  | Nick Driebergen · Lennart Stekelenburg · Joeri Verlinden · Sebastiaan Verschuren · Països Baixos | 3:33.99  |

#### Competicions femenines
| Event                   | Or                                                                            | Or         | Plata                                                                                | Plata    | Bronze                                                                              | Bronze   |
| 50 m lliures            | Therese Alshammar · Suècia                                                    | 24.45      | Hinkelien Schreuder · Països Baixos                                                  | 24.66    | Francesca Halsall · Regne Unit                                                      | 24.67    |
| 100 m lliures           | Francesca Halsall · Regne Unit                                                | 53.58      | Aleksandra Gerasimenya · Belarús                                                     | 53.82    | Femke Heemskerk · Països Baixos                                                     | 54.12    |
| 200 m lliures           | Federica Pellegrini · Itàlia                                                  | 1:55.45 CR | Silke Lippok · Alemanya                                                              | 1:56.98  | Ágnes Mutina · Hongria                                                              | 1:57.12  |
| 400 m lliures           | Rebecca Adlington · Regne Unit                                                | 4:04.55    | Ophélie-Cyrielle Étienne · França                                                    | 4:05.40  | Lotte Friis · Dinamarca                                                             | 4:07.10  |
| 800 m lliures           | Lotte Friis · Dinamarca                                                       | 8:23.27    | Ophélie-Cyrielle Étienne · França                                                    | 8:24.00  | Federica Pellegrini · Itàlia                                                        | 8:24.99  |
| 1500 m lliures          | Lotte Friis · Dinamarca                                                       | 15:59.13   | Grainne Murphy · Irlanda                                                             | 16:02.29 | Erika Villaécija · Catalunya                                                        | 16:05.08 |
|                         |                                                                               |            |                                                                                      |          |                                                                                     |          |
| 50 m esquena            | Aleksandra Gerasimenya · Belarús                                              | 27.64 CR   | Daniela Samulski · Alemanya                                                          | 27.99    | Mercedes Peris · Catalunya                                                          | 28.01    |
| 100 m esquena           | Gemma Spofforth · Regne Unit                                                  | 59.80      | Elizabeth Simmonds · Regne Unit                                                      | 1:00.19  | Jenny Mensing · Alemanya                                                            | 1:00.72  |
| 200 m esquena           | Elizabeth Simmonds · Regne Unit                                               | 2:07.04    | Gemma Spofforth · Regne Unit                                                         | 2:08.25  | Duane da Rocha · Espanya                                                            | 2:10.46  |
|                         |                                                                               |            |                                                                                      |          |                                                                                     |          |
| 50 m braça              | Yuliya Yefimova · Rússia                                                      | 30.29 CR   | Kate Haywood · Regne Unit                                                            | 31.12    | Jennie Johansson · Suècia                                                           | 31.24    |
| 100 m braça             | Yuliya Yefimova · Rússia                                                      | 1:06.32    | Rikke Møller Pedersen · Dinamarca · Jennie Johansson · Suècia                        | 1:07.36  |                                                                                     |          |
| 200 m braça             | Anastasia Chaun · Rússia                                                      | 2:23.50 CR | Sara Nordenstam · Noruega                                                            | 2:24.42  | Rikke Møller Pedersen · Dinamarca                                                   | 2:24.99  |
|                         |                                                                               |            |                                                                                      |          |                                                                                     |          |
| 50 m papallona          | Therese Alshammar · Suècia                                                    | 25.63      | Jeanette Ottesen · Dinamarca                                                         | 25.69    | Mélanie Henique · França                                                            | 26.09    |
| 100 m papallona         | Sarah Sjöström · Suècia                                                       | 57.32      | Francesca Halsall · Regne Unit                                                       | 57.40    | Therese Alshammar · Suècia                                                          | 57.80    |
| 200 m papallona         | Katinka Hosszú · Hongria                                                      | 2:06.71    | Zsuzsanna Jakabos · Hongria                                                          | 2:07.06  | Ellen Gandy · Regne Unit                                                            | 2:07.54  |
|                         |                                                                               |            |                                                                                      |          |                                                                                     |          |
| 200 m estils individual | Katinka Hosszú · Hongria                                                      | 2:10.09 CR | Evelyn Verrasztó · Hongria                                                           | 2:10.10  | Hannah Miley · Regne Unit                                                           | 2:10.89  |
| 400 m estils individual | Hannah Miley · Regne Unit                                                     | 4:33.09 CR | Katinka Hosszú · Hongria                                                             | 4:36.43  | Zsuzsanna Jakabos · Hongria                                                         | 4:37.92  |
|                         |                                                                               |            |                                                                                      |          |                                                                                     |          |
| 4×100 m lliures relleus | Daniela Samulski · Silke Lippok · Lisa Vitting · Daniela Schreiber · Alemanya | 3:37.72    | Amy Smith · Francesca Halsall · Jessica Sylvester · Joanne Jackson · Regne Unit      | 3:38.57  | Josefin Lillhage · Therese Alshammar · Sarah Sjöström · Gabriella Fagundez · Suècia | 3:38.81  |
| 4×200 m lliures relleus | Ágnes Mutina · Eszter Dara · Katinka Hosszú · Evelyn Verrasztó · Hongria      | 7:52.49    | Coralie Balmy · Ophélie-Cyrielle Étienne · Margaux Farrell · Camille Muffat · França | 7:52.69  | Rebecca Adlington · Jazmin Carlin · Hannah Miley · Joanne Jackson · Regne Unit      | 7:55.29  |
|                         |                                                                               |            |                                                                                      |          |                                                                                     |          |
| 4×100 m estils relleus  | Gemma Spofforth · Kate Haywood · Francesca Halsall · Amy Smith · Regne Unit   | 3:59.72    | Henriette Stenkvist · Joline Höstman · Therese Alshammar · Sarah Sjöström · Suècia   | 4:01.18  | Jenny Mensing · Caroline Ruhnau · Daniela Samulski · Silke Lippok · Alemanya        | 4:03.22  |

## Salts de trampolí

### Medaller
| Pos. | País       | Or | Plata | Bronze | Total |
| 1    | Alemanya   | 5  | 3     | 0      | 8     |
| 2    | Ucraïna    | 2  | 2     | 0      | 4     |
| 3    | Itàlia     | 2  | 1     | 0      | 3     |
| 4    | Rússia     | 1  | 3     | 5      | 9     |
| 5    | Suècia     | 0  | 1     | 0      | 1     |
| 6    | Belarús    | 0  | 0     | 2      | 1     |
| 7    | Regne Unit | 0  | 0     | 1      | 1     |
| 7    | Hongria    | 0  | 0     | 1      | 1     |
| 7    | Espanya    | 0  | 0     | 1      | 1     |
|      | Total      | 10 | 10    | 10     | 30    |

### Resultats

#### Competicions masculines
| Event                        | Or                                         | Or     | Plata                                      | Plata  | Bronze                                      | Bronze |
| 1 m trampolí                 | Illya Kvasha · Ucraïna                     | 433.90 | Patrick Hausding · Alemanya                | 430.25 | Javier Illana · Espanya                     | 414.35 |
| 3 m trampolí                 | Patrick Hausding · Alemanya                | 463.20 | Ilya Zakharov · Rússia                     | 458.15 | Yevgeni Kuznetsov · Rússia                  | 455.80 |
| 3 m trampolí sincronitzat    | Illya Kvasha · Oleksiy Prygorov · Ucraïna  | 431.67 | Stephan Feck · Patrick Hausding · Alemanya | 427.95 | Dmitri Saütin · Yuriy Kunakov · Rússia      | 410.43 |
| 10 m plataforma              | Sascha Klein · Alemanya                    | 534.85 | Patrick Hausding · Alemanya                | 516.45 | Vadim Kaptur · Belarús                      | 515.80 |
| 10 m plataforma sincronitzat | Sascha Klein · Patrick Hausding · Alemanya | 478.11 | Victor Minibaev · Ilya Zakharov · Rússia   | 466.95 | Timofei Hordeichik · Vadim Kaptur · Belarús | 426.03 |

#### Competicions femenines
| Event                        | Or                                            | Or     | Plata                                        | Plata  | Bronze                                              | Bronze |
| 1 m trampolí                 | Tania Cagnotto · Itàlia                       | 299.70 | Anna Lindberg · Suècia                       | 293.70 | Anastasia Pozdniakova · Rússia                      | 282.65 |
| 3 m trampolí                 | Nadezhda Bazhina · Rússia                     | 324.10 | Anastasia Pozdniakova · Rússia               | 316.40 | Nóra Barta · Hongria                                | 291.75 |
| 3 m trampolí sincronitzat    | Tania Cagnotto · Francesca Dallapè · Itàlia   | 327.90 | Olena Fedorova · Hanna Pysmenska · Ucraïna   | 312.00 | Anastasia Pozdniakova · Svetlana Filippova · Rússia | 307.50 |
| 10 m plataforma              | Christin Steuer · Alemanya                    | 354.50 | Noémi Bátki · Itàlia                         | 343.80 | Yulia Koltunova · Rússia                            | 340.45 |
| 10 m plataforma sincronitzat | Christin Steuer · Nora Subschinski · Alemanya | 319.68 | Iulia Prokopchuk · Alina Chaplenko · Ucraïna | 306.30 | Monique Gladding · Megan Sylvester · Regne Unit     | 300.66 |

#### Competicions per equips
| Event                 | Or                                        | Or     | Plata                                    | Plata  | Bronze                                   | Bronze |
| Competició per equips | Christin Steuer · Sascha Klein · Alemanya | 398.15 | Yulia Koltunova · Ilya Zakharov · Rússia | 396.35 | Claire Febvay · Matthieu Rosset · França | 381.00 |

Aquesta competició fou una prova i no va comptar per les medalles.

## Natació sincronitzada

### Medaller
| Pos.  | País    | Or | Plata | Bronze | Total |
| 1     | Rússia  | 4  | 0     | 0      | 4     |
| 2     | Espanya | 0  | 4     | 0      | 4     |
| 3     | Ucraïna | 0  | 0     | 4      | 4     |
| Total | Total   | 4  | 4     | 4      | 12    |

### Resultats
| Event                        | Or | Or     | Plata | Plata  | Bronze | Bronze |
| Rutina lliure individual     | Natalia Ishchenko · Rússia | 98.900 | Andrea Fuentes · Catalunya | 96.600 | Lolita Ananasova · Ucraïna | 93.000 |
| Rutina lliure parelles       | Natalia Ishchenko · Svetlana Romàixina · Rússia | 98.700 | Ona Carbonell · Andrea Fuentes · Catalunya | 96.700 | Darya Yushko · Kseniya Sydorenko · Ucraïna | 93.400 |
| Rutina lliure equip          | Natalia Ishchenko · Elvira Khasyanova · Darya Korobova · Aleksandra Patskevich · Svetlana Romàixina · Alla Shishkina · Anzhelika Timanina · Aleksandra Zueva · Rússia                                       | 99.000 | Clara Basiana · Alba María Cabello · Ona Carbonell · Margalida Crespí · Andrea Fuentes · Thaïs Henríquez · Paula Klamburg · Cristina Salvador · Espanya / Catalunya                                       | 96.900 | Lolita Ananasova · Inha Hiller · Olena Hrechykhina · Juliya Maryanko · Oleksandra Sabada · Kateryna Sadurska · Kseniya Sydorenko · Hanna Oloshyna · Ucraïna                                    | 92.800 |
| Rutina amb combinació lliure | Anastassia Iermakova · Natalia Ishchenko · Elvira Khasyanova · Darya Korobova · Olga Kuzhela · Aleksandra Patskevich · Svetlana Romàixina · Alla Shishkina · Anzhelika Timanina · Aleksandra Zueva · Rússia | 98.300 | Clara Basiana · Alba María Cabello · Ona Carbonell · Margalida Crespí · Andrea Fuentes · Thaïs Henríquez · Paula Klamburg · Irene Montrucchio · Irina Rodríguez · Cristina Salvador · Espanya / Catalunya | 97.000 | Lolita Ananasova · Inga Gillyer · Olena Grechyknina · Daria Iushko · Olga Knodrashova · Juliya Maryanko · Oleksandra Sabada · Kateryna Sadurska · Kseniya Sydorenko · Anna Voloshyna · Ucraïna | 94.100 |

## Natació en aigües obertes

### Medaller
| Pos.  | País          | Or | Plata | Bronze | Total |
| 1     | Itàlia        | 2  | 4     | 2      | 8     |
| 2     | Grècia        | 1  | 1     | 2      | 4     |
| 3     | Alemanya      | 1  | 1     | 1      | 3     |
| 4     | Rússia        | 1  | 0     | 2      | 3     |
| 5     | Països Baixos | 1  | 0     | 0      | 1     |
| 5     | Ucraïna       | 1  | 0     | 0      | 1     |
| 7     | França        | 0  | 1     | 1      | 2     |
| Total | Total         | 7  | 7     | 8      | 22    |

### Resultats

#### Competicions masculines
| Event | Or                     | Or        | Plata                     | Plata     | Bronze                                                 | Bronze    |
| 5 km  | Luca Ferretti · Itàlia | 58:43.4   | Simone Ercoli · Itàlia    | 59:00.5   | Simone Ruffini · Itàlia · Spyridon Gianniotis · Grècia | 59:15.1   |
| 10 km | Thomas Lurz · Alemanya | 1:54:22.5 | Valerio Cleri · Itàlia    | 1:54:25.8 | Evgeny Drattsev · Rússia                               | 1:54:26.6 |
| 25 km | Valerio Cleri · Itàlia | 5:16:38.3 | Bertrand Venturi · França | 5:16:54.7 | Joanes Hedel · França                                  | 5:18:57.6 |

#### Competicions femenines
| Event | Or                              | Or        | Plata                      | Plata     | Bronze                     | Bronze    |
| 5 km  | Ekaterina Seliverstova · Rússia | 1:02:34.7 | Kalliopi Araouzou · Grècia | 1:02:37.3 | Marianna Lymperta · Grècia | 1:02:41.3 |
| 10 km | Linsy Heister · Països Baixos   | 2:01:06.7 | Giorgia Consiglio · Itàlia | 2:01:07.6 | Angela Maurer · Alemanya   | 2:01:08.2 |
| 25 km | Olga Beresnyeva · Ucraïna       | 5:48:10.2 | Angela Maurer · Alemanya   | 5:48:10.3 | Martina Grimaldi · Itàlia  | 5:48:30.8 |

#### Competicions mixtes
| Event           | Or                                                                   | Or    | Plata                                                   | Plata   | Bronze                                                         | Bronze  |
| 5 km per equips | Kalliopi Araouzou · Antonios Fokaidis · Spyridon Gianniotis · Grècia | 59:03 | Rachele Bruni · Simone Ercoli · Simone Ruffini · Itàlia | 59:55.6 | Sergey Bolshakov · Anna Guseva · Daniil Serebrennikov · Rússia | 59:59.5 |